# ديف مكينتوش
ديف مكينتوش (بالإنجليزية: Dave McIntosh)‏ (4 مايو 1925 في المملكة المتحدة - 24 يوليو 1995 في المملكة المتحدة) هو لاعب كرة قدم بريطاني (وحمل سابقاً جنسية المملكة المتحدة لبريطانيا العظمى وأيرلندا) في مركز حراسة المرمى. لعب مع شيفيلد وينزداي ونادي دونكاستر روفرز.